# モンフォルテ・デ・レモス
モンフォルテ・デ・レモス（Monforte de Lemos）は、スペイン・ガリシア州ルーゴ県のムニシピオ（基礎自治体）。近隣の自治体と構成するコマルカ・ダ・テーラ・デ・レモスの中心都市。またワインの原産地呼称リベイラ・サクラ地域の中心都市でもある。ルーゴ県では県都ルーゴについで人口が多い。1885年に市の称号を授与された 。ガリシア統計局によると、2012年の人口は19,604人（2010年：19,638人、2009年：19,546人、2008年：19,486人、2004年：19,445人）。住民呼称は、monfortino/-na。
ガリシア語話者の自治体住民に占める割合は93.31%（2001年）。

## 地理
モンフォルテ・デ・レモスはルーゴ県の南部に位置し、コマルカ・ダ・テーラ・デ・レモスに属する。北はオ・サビニャーオとボベダ、東はア・ポブラ・ド・ブロジョン、リバス・デ・シルと、南はカストロ・カルデーラス（オウレンセ県）とソベールと、西はパントンの各自治体と隣接、自治体中心地区は市街地のモンフォルテ・デ・レモス地区。
モンフォルテ・デ・レモスはモンフォルテ・デ・レモス司法管轄区に属し、同管轄区の中心自治体である。

### 人口
| モンフォルテ・デ・レモスの人口推移 1900－2010           |
|                                                         |
| 出典:INE（スペイン国立統計局）1900年 - 1991年、1996年 - |

## 名所・史跡
- サン・ビセンテ・ド・ピノ修道院（Mosteiro de San Vicente do Pino） - レモス伯爵家の居城、現在は国営ホテルパラドールとして使用されている。
- コレシオ・デ・ノサ・セニョーラ・ダ・アンティーガ（Colexio da nosa Señora da Antiga） - 16世紀末の建築
- サン・シャシント修道院（Convento de San Xacinto）
- クラリーサス修道院（Convento das Clarisas）
- ポンテ・ベージャ（Ponte Vella、旧橋の意） - 16世紀建造の石橋[8] 。ペドロ・フェルナンデス・デ・カストロ・イ・アンドラーデ未亡人にして、第7代レモス女伯爵カタリーナ・デ・ラ・セルダ・イ・サンドバルの命によって建造された。
- ガリシア鉄道博物館（Museo do Ferrocarril de Galicia）

## 政治
自治体首長はガリシア民族主義ブロック（BNG）のセベリーノ・ロドリゲス・ディアス（Severino Rodríguez Díaz）、自治体評議員はガリシア民族主義ブロック：9、ガリシア国民党（PPdeG）：4、ガリシア社会党（PSdeG-PSOE）：4となっている（2011年5月22日の自治体選挙結果、得票順）。
| 1999年6月13日自治体選挙 |        |        |          |
| 政党                    | 得票数 | 得票率 | 獲得議席 |
| PPdeG                   | 5,077  | 44.86% | 9        |
| CNG                     | 2,247  | 19.86% | 3        |
| PSdeG-PSOE              | 1,867  | 16.50% | 3        |
| BNG                     | 1,462  | 12.92% | 2        |
| AIP                     | 458    | 4.05%  | 0        |

| 2003年5月25日自治体選挙 |        |        |          |
| 政党                    | 得票数 | 得票率 | 獲得議席 |
| PPdeG                   | 4,497  | 36.26% | 6        |
| BNG                     | 3,577  | 28.84% | 5        |
| IG                      | 2,084  | 16.80% | 3        |
| PSdeG-PSOE              | 2,079  | 16.76% | 3        |

| 2007年5月27日自治体選挙 |        |        |          |
| 政党                    | 得票数 | 得票率 | 獲得議席 |
| BNG                     | 5,774  | 48.10% | 9        |
| PPdeG                   | 2,838  | 23.64% | 4        |
| PSdeG-PSOE              | 2,535  | 21.12% | 4        |
| PG                      | 545    | 4.54%  | 0        |
| TEGA                    | 102    | 0.85%  | 0        |
| IDEL                    | 67     | 0.56%  | 0        |

| 2011年5月22日自治体選挙 |        |        |          |
| 政党                    | 得票数 | 得票率 | 獲得議席 |
| BNG                     | 4,249  | 38.05% | 7        |
| PPdeG                   | 3,993  | 35.75% | 6        |
| PSdeG-PSOE              | 2,707  | 24.24% | 4        |

## 教区
モンフォルテ・デ・レモスは27の教区に分けられる。太字は自治体中心地区のある教区。
- バアモルト（サンタ・マリーア）
- バスコス（サン・マルティーニョ）
- カネーダ（サンタージャ）
- オ・チャオ・ド・ファベイロ（サン・ラモン）
- チャバーガ（サン・ショアン）
- ディストリス（サント・アンドレ）
- フィオジェーダ（サン・コスメーデ）
- グジャーデ（サント・アシスクロ）
- グンティン（サンタ・ルシーア）
- マルセージェ（サン・ミゲル）
- モンフォルテ・デ・レモス
- モレーダ（サン・サルバドール）
- アス・ノセーダス（サント・エステーボ）
- ア・パルテ（サンタ・マリーア）
- ア・パネーラ（サンタ・マリーア）
- ピニェイラ（サン・マルティーニョ）
- レイガーダ（サン・サルバドール）
- リバス・アルタス（サン・ペドロ）
- ロサバーレス（サンタ・マリーア）
- サン・シジャーオ・デ・トール（サン・シジャーオ）
- サンタ・マリーニャ・ド・モンテ（サンタ・マリーニャ）
- セオアーネ（サン・サルバドール）
- シンドラン（サン・ペドロ）
- トール（サン・ショアン）
- バルベルデ（サン・ペドロ）
- ア・ビーデ（サン・シブラーオ）
- ビラマリン（サン・フィス）